# Grand Prix Monzy
Grand Prix Monzy, oficj. Gran Premio di Monza – wyścig samochodowy, który odbywał się w latach 1922, 1929-1933, 1948–1952. Po 1950 roku nie był zaliczany do Mistrzostw Świata Formuły 1. Rozgrywany był w Monzy, nieopodal Mediolanu, na ulicznym torze Autodromo Nazionale di Monza.

## Zwycięzcy
| Rok         | Kierowca            | Konstruktor    | Klasa          | Tor            | Wyniki         |
| ----------- | ------------------- | -------------- | -------------- | -------------- | -------------- |
| 1952        | Giuseppe Farina     | Ferrari        | Formuła 2      | Monza          | Wyniki         |
| 1951        | Alberto Ascari      | Ferrari        | Formuła 2      | Monza          | Wyniki         |
| 1950        | Luigi Villoresi     | Ferrari        | Formuła 2      | Monza          | Wyniki         |
| 1949        | Juan Manuel Fangio  | Ferrari        | Formuła 2      | Monza          | Wyniki         |
| 1948        | Jean-Pierre Wimille | Alfa Romeo     | Formuła 1      | Monza          | Wyniki         |
| 1947 - 1934 | Nie rozgrywano      | Nie rozgrywano | Nie rozgrywano | Nie rozgrywano | Nie rozgrywano |
| 1933        | Marcel Lehoux       | Bugatti        | Grand Prix     | Monza          | Wyniki         |
| 1932        | Rudolf Caracciola   | Alfa Romeo     | Grand Prix     | Monza          | Wyniki         |
| 1931        | Luigi Fagioli       | Maserati       | Grand Prix     | Monza          | Wyniki         |
| 1930        | Achille Varzi       | Maserati       | Grand Prix     | Monza          | Wyniki         |
| 1929        | Achille Varzi       | Alfa Romeo     | Grand Prix     | Monza          | Wyniki         |
| 1928 - 1923 | Nie rozgrywano      | Nie rozgrywano | Nie rozgrywano | Nie rozgrywano | Nie rozgrywano |
| 1922        | André Dubonnet      | Hispano-Suiza  | Formuła Libre  | Monza          | Wyniki         |